# إقليم دخيل
إقليم دخيل هو تقسيم إداري في جنوب جيبوتي.

## التاريخ
خلال العصور الوسطى، كان إقليم دخيل يخضع لحكم سلطنة عفت وسلطنة عدل. شكلت في وقت لاحق جزءا من محمية أرض الصومال الفرنسي في النصف الأول من القرن العشرين.

## نظرة عامة
يحد إقليم دخيل إقليم تاجورة من الشمال الغربي، وإقليم عرتا من الشمال الشرقي، وإقليم علي صبيح من الشرق، و إثيوبيا من الغرب والجنوب.
قبل إنشاء إقليم عرتا في عام 2003، كان إقليم دخيل يملك الحدود المشتركة مع إقليم جيبوتي وخليج تاجورا.
يشمل الإقليم جزءا من بحيرة آبي. كما أنه يحتوي على بحيرة ليتالي وبحيرة غوماري وبحيرة باريو، وكلها تصب في بحيرة آبي وتقع على طول الحدود بين إثيوبيا وإقليم دخيل.
عاصمة الإقليم هي مدينة دخيل.
وفقا لتعداد عام 2009، بلغ تعداد السكان المحليين 88948 نسمة، 41552 منهم من البدو الرحل.

## المدن التابعة للإقليم
- دخيل
- والعلا
- غالافي
- يوبوكي
- بوندارا
- مولود
- سانكال
- غورابوس
- توع
- كوته بوي
- داغويرو